# التدوين في الدول العربية
التدوين في الدول العربية يتم استخدام المدونات بشكل متزايد في أغلب بلدان العالم، بما فيها البلدان ذات الأنظمة القمعية والاستبدادية. وفي أغلب البلدان العربية ذات الأنظمة القمعية والاستبدادية، الحكومة تسيطر تقليديا على وسائل الإعلام المطبوعة والمذاعة، وتعتبر المدونات وغيرها من وسائل الإعلام الجديد التي وفرت مجالا عاما جديدا يتيح للمواطنين الحصول على المعلومات التي يرغبون في مجال اهتمامهم مع تجاوز القيود التقليدية التي كانت تسيطر على وسائل الإعلام واستقصاء المعلومة، وتتيح هذه المدونات تبادل المدونين لأفكارهم والتعبير عن رأيهم في العديد من الموضوعات، بما في ذلك السياسة والاقتصاد والثقافة والحب والحياة والدين.